# Universidade de Dakota do Norte
A Universidade de Dakota do Norte (a em Grand Forks, no estado de Dakota do Norte nos Estados Unidos da América.
Ela foi criada em 1883 e é a mais antiga universidade do estado.
Sua equipes esportivas competem pela Divisão I da NCAA.

## Alunos ilustres
- Maxwell Anderson - dramaturgo, autor, poeta, repórter e letrista, vencedor de um prêmio Pulitzer
- Sam Anderson - ator
- Phil Jackson - ex-jogador da NBA e técnico
- Errol Mann - ex-jogador do Detroit Lions (NFL)
- Byron Dorgan - ex-senador pelo estado de Dakota do Norte
- Harry Nyquist - fez importantes contribuições à teoria da informação